# اندیس نقره انابو
نقره انابو یک اندیس فلزی است که در  استان سمنان قرار دارد و مادهٔ معدنی موجود در آن، نقره است.  